# Sidi Lahcène (distrito)
Sidi Lahcène é um distrito localizado na província de Sidi Bel Abbès, Argélia.[carece de fontes?] Sua capital é a cidade de mesmo nome.

## Comunas
O distrito está dividido em quatro comunas:
- Sidi Lahcène
- Sidi Khaled (Sid Bel Abbés)
- Amarnas
- Sidi Yacoub